# Maximilian Weisse
Maximilian Weisse, später Ritter von Weisse, (* 16. Oktober 1798 in Ladendorf (Niederösterreich); † 10. Oktober 1863 in Wels) war ein österreichischer Astronom und Direktor der Sternwarte Krakau.

## Leben
Maximilian Weisse wurde am 16. Oktober 1798 in Ladendorf geboren. Nach dem Besuch des Wiener Akademischen Gymnasiums studierte er Rechtswissenschaften bis zur Promotion im Jahre 1822. Er hatte sich in seiner Freizeit mathematisch fortgebildet und strebte eine Tätigkeit in der Astronomie an. 1823 wurde er Assistent an der Universitätssternwarte Wien und 1825 Professor für Astronomie an der Jagiellonen-Universität in Krakau sowie Direktor der dortigen Sternwarte. Bei Dienstantritt wurde er zum Doktor der Philosophie promoviert. Er trat 1861 in den Ruhestand und starb 1863 an einem Unterleibsleiden.

## Wissenschaftliche Tätigkeit
Weisse veröffentlichte Planetentafeln, Arbeiten über astronomische Zeit- und Längenbestimmung sowie Beobachtungen der Asteroiden. Sein bedeutendstes astronomisches Werk ist ein zweiteiliger Sternkatalog, der auf der Grundlage der Zonenbeobachtungen erstellt wurde, die Friedrich Wilhelm Bessel an der Königsberger Sternwarte durchgeführt hatte. Auf Grund der unklaren politischen Lage in der sich auflösenden Republik Krakau erschien der erste Teil 1846 in Sankt Petersburg mit einem Vorwort von Friedrich Georg Wilhelm Struve als Publikation der Russischen Akademie der Wissenschaften; 1863 folgte der zweite Teil.
Weisse lieferte weiterhin zahlreiche Arbeiten zum Erdmagnetismus und zur Meteorologie, unter anderem Tafeln zur Umrechnung meteorologischer Daten.
Maximilian Weisse war korrespondierendes Mitglied der Akademie der Wissenschaften zu Wien und erhielt den persönlichen Adel.

## Werke
- Tafeln zur Reduction der bei verschiedenen Wärmegraden beobachteten Barometerstände auf jede beliebige Normaltemperatur. Wien 1827.
- Tafeln zur Berechnung der Höhenunterschiede aus beobachteten Barometer- und Thermometerständen. Wien 1827.
- Coordinatae Mercurii, Veneris, Martis, Iovis, Saturni et Urani. Krakau 1829.
- Correctiones temporis ex altitudinibus correspondentibus. Krakau 1829.
- Positiones mediae stellarum fixarum in Zonis Regiomontanis a Besselio inter −15° et +15° Declinationis observatarum, ad Annum 1825 reductae. St. Petersburg 1846.
- Positiones mediae stellarum fixarum in zonis Regiomontanis a Besselio inter +15° et +45° declinationis observatarum, ad annum 1825 reductae. St. Petersburg 1863.